# Джордан, Стэнли
Стэнли Джордан (англ. Stanley Jordan; 31 июля 1959, Чикаго) — американский джаз-фьюжн гитарист, широко известен благодаря фортепианной технике игры на гитаре.
C шести лет серьёзно занимался фортепиано. С одиннадцати лет, подражая Джими Хендриксу и Карлосу Сантане, начал самостоятельно осваивать гитару.
Сегодня Джордан широко известен благодаря своей феноменальной тэп-технике — игре на гитарном грифе двумя руками, как на клавиатуре рояля. Уже первый его диск «Magic Touch» (1985), где помимо ансамблевых композиций были сольные, исполненные новым методом, произвёл сенсацию. После этого Джордан стал желанным гостем джазовых фестивалей в Европе и Америке, выступает с сольными концертами и в ансамблях. «Когда я его слышу, — обронил как-то ведущий фьюжн-гитарист Джон Скофилд, — то думаю, что играют два гитариста».

## Дискография
- Touch Sensitive (1982)
- Magic Touch (1985)
- Standards, Vol. 1 (1986)
- Flying Home (1988)
- Cornucopia (1990)
- Stolen Moments (1991)
- Bolero (1994)
- The Best of Stanley Jordan (1995)
- Stanley Jordan Live in New York (1998)
- Relaxing Music for Difficult Situations, I (2003)
- Ragas (2004)
- Dreams Of Peace (2004)
- State Of Nature (2008)
- Friends (2011)